# Карташёв, Иван Петрович
Иван Петрович Карташёв (1918 — 1968) — слесарь-лекальщик Ленинградского завода «Экономайзер», лауреат Сталинской премии 1951 года.

## Биография
Родился в селе Ерахтур Московской губернии в семье рабочего - участника Гражданской войны.
Член КПСС с 1952.
После окончания семилетней школы в 1933 году по примеру брата уехал в Ленинград.
Прошёл курс обучения в школе ФЗО и работал слесарем-лекальщиком на заводе «Экономайзер».
В 1938—1946 гг. в армии, участник Великой Отечественной войны (освобождал Бухарест, Будапешт и Прагу), и войны с Японией, которую закончил в Порт-Артуре. Стрелок, в конце службы радист (по некоторым сведениям - в составе 3-й Украинской танковой дивизии генерала Кравченко. Найти подробную информацию о нём на портале Память народа не удалось, но есть данные о награждении медалью «За освобождение Будапешта»).
После демобилизации вернулся в свой цех на заводе «Экономайзер» на прежнюю должность. 
Сконструировал и внедрил в производство новый станок для балансировки роторов турбин, полуавтомат для фрезеровки хвостовой части турбинных лопаток, приспособление для шлифовки специальных профильных резцов и др. Усовершенствовал оптико-шлифовальный, копировально-фрезерный, балансировочный станки, ножницы для вырезания шаблонов, приспособления для доводки скоб, гравировальный станок для маркировки изделий. Предложил ряд ценных предложений по механизации ручных операций и сокращению трудоемкости производственных процессов. Отказался от причитавшихся ему авторских вознаграждений за изобретения.
Умер от инфаркта, не дожив до 50-летия.

## Награды
- 1951 — Сталинская премия третьей степени за выдающиеся изобретения и коренные усовершенствования методов производственной работы за 1950 год в области машиностроения — «за коренные усовершенствования методов работы и повышение производительности труда»[1].
- орден Трудового Красного Знамени
- 3 медали ВДНХ.

## Сочинения
- В поисках нового [Текст] / И. Карташев, слесарь-инструментальщик ленингр. завода «Экономайзер» лауреат Сталинской премии. — [Москва] : Профиздат, 1951. — 72 с. : ил.; 17 см.
- Карташев, Иван Петрович. Мой опыт механизации трудоемких процессов (1951).
- Карташев И. Вдохновенный труд // Правда. — 1950. — № 308 (11780) (4 ноября). — С. 2.